# Гадафа
Гадафа (арап. القذاذفـة) је мање арапско племе у централној, западној и јужној Либији.
Концентрисано је око града Сирта у централној Либији, а такође насељава и регију Фезан и град Сабху. Из њега потиче и убијени либијски вођа Муамер ел Гадафи.